# Afa
Afa (en cors Afà) és un municipi francès, situat a la regió de Còrsega, al departament de Còrsega del Sud. Es troba a 12 kilòmetres de la capital, Ajaccio, i fins al 1852 formava part del municipi de Bocognano. L'any 2005 tenia 2.513 habitants.

## Demografia
| 1962 | 1968 | 1975 | 1982 | 1990 | 1999 | 2005 |
| ---- | ---- | ---- | ---- | ---- | ---- | ---- |
| 435  | 474  | 667  | 1102 | 1726 | 2055 | 2513 |

## Administració
| Període   | Identitat       | Partit | Qualitat |
| --------- | --------------- | ------ | -------- |
| 2001-2014 | Pascal Miniconi |        |          |